# Carnival of Chaos
Carnival of Chaos è il sesto album in studio del gruppo rock-satirico statunitense GWAR, pubblicato nel 1997.

## Tracce
1. Penguin Attack – 3:27
2. Let's Blame the Lightman – 3:09
3. First Rule Is – 3:24
4. Sammy – 6:57
5. Endless Apocalypse – 4:58
6. Billy Bad Ass – 3:24
7. Hate Love Songs (Vocals by Beefcake the Mighty) – 3:02
8. Letter from the Scallop Boat – 2:49
9. Pre-Skool Prostitute – 5:08
10. If I Could Be That – 3:16
11. In Her Fear – 3:51
12. Back to Iraq – 2:18
13. I Suck On My Thumb – 3:06
14. The Private Pain of Techno Destructo (Vocals by Techno Destructo) – 5:08
15. Gonna Kill U – 2:35
16. Sex Cow – 2:58
17. Antarctican Drinking Song – 1:38
18. Don't Need a Man (Vocals by Slymenstra Hymen) – 12:40